# El Insurgente
| Ein Zug erreicht die Endstation Zinacantepec |                               |                                             |                                             |
| Topographische Übersicht der Strecke |                               |                                             |                                             |
| Streckenlänge: | 49,3 km                       |                                             |                                             |
| Spurweite: | 1435 mm (Normalspur)          |                                             |                                             |
| Stromsystem: | Oberleitung mit 25 kV 60 Hz ~ |                                             |                                             |
| Streckengeschwindigkeit: | 160 km/h                      |                                             |                                             |
| Zugbeeinflussung: | ETCS Level 2                  |                                             |                                             |
| Zweigleisigkeit: | durchgehend                   |                                             |                                             |
| |                               |                                             |                                             |
| Streckenverlauf |                               |                                             |                                             |
| \| \| 0,0 \| Betriebswerk und Zugdepot \| Betriebswerk und Zugdepot \| \| \| 1,4 \| Zinacantepec \| Zinacantepec \| \| \| 6,0 \| Toluca Centro \| Toluca Centro \| \| \| 13,4 \| Metepec \| Metepec \| \| \| \| Río Lerma \| \| \| \| 19,6 \| Lerma \| Lerma \| \| \| \| \| \| \| \| \| Grenze Bundesstaat México / Mexiko-Stadt \| \| \| \| \| Tunnel Sierra de las Cruces (4,9 km) \| \| \| \| \| \| \| \| \| 49,3 \| Santa Fe \| Santa Fe \| \| \| 53,6 \| Vasco de Quiroga Übergang Cablebús-Linie 3 \| Vasco de Quiroga Übergang Cablebús-Linie 3 \| \| \| \| Abstellanlage \| \| \| \| \| \| \| \| \| \| Betriebswerk und Depot Metro-Linie 1 \| \| \| \| 57,7 \| Observatorio Übergang Metro-Linien 1 und 12 \| Observatorio Übergang Metro-Linien 1 und 12 \| \| \| \| \| \| |                               |                                             |                                             |
| Betriebs-/Güterbahnhof Anfang Hochstrecke und quer · Strecke von rechts | 0,0                           | Betriebswerk und Zugdepot                   | Betriebswerk und Zugdepot                   |
| Bahnhof | 1,4                           | Zinacantepec                                | Zinacantepec                                |
| Haltepunkt / Haltestelle | 6,0                           | Toluca Centro                               | Toluca Centro                               |
| Haltepunkt / Haltestelle | 13,4                          | Metepec                                     | Metepec                                     |
| Strecke unter Wasserlauf |                               | Río Lerma                                   | Río Lerma                                   |
| Haltepunkt / Haltestelle | 19,6                          | Lerma                                       | Lerma                                       |
| Tunnelanfang |                               |                                             |                                             |
| Grenze (im Tunnel) |                               | Grenze Bundesstaat México / Mexiko-Stadt    | Grenze Bundesstaat México / Mexiko-Stadt    |
| Strecke (im Tunnel) |                               | Tunnel Sierra de las Cruces (4,9 km)        | Tunnel Sierra de las Cruces (4,9 km)        |
| Tunnelende |                               |                                             |                                             |
| Kopfbahnhof Strecke ab hier außer Betrieb | 49,3                          | Santa Fe                                    | Santa Fe                                    |
| Haltepunkt / Haltestelle (Strecke außer Betrieb) | 53,6                          | Vasco de Quiroga Übergang Cablebús-Linie 3  | Vasco de Quiroga Übergang Cablebús-Linie 3  |
| Betriebsstelle Anfang Hochstrecke (Strecke außer Betrieb) · Strecke (außer Betrieb) |                               | Abstellanlage                               | Abstellanlage                               |
| Strecke nach links (außer Betrieb) · Abzweig geradeaus und von rechts (Strecke außer Betrieb) |                               |                                             |                                             |
| U-Bahn-Betriebs-/Güterbahnhof Streckenanfang · Strecke (außer Betrieb) |                               | Betriebswerk und Depot Metro-Linie 1        | Betriebswerk und Depot Metro-Linie 1        |
| Kopfbahnhof Ende Hochstrecke (Strecke außer Betrieb) | 57,7                          | Observatorio Übergang Metro-Linien 1 und 12 | Observatorio Übergang Metro-Linien 1 und 12 |
| U-Bahn-Tunnelanfang |                               |                                             |                                             |

Der El Insurgente (Eigenbezeichnung, auf Deutsch Der Aufständische), offiziell als Tren Interurbano México–Toluca (TIMT) bezeichnet, ist eine normalspurige Eisenbahnstrecke in Mexiko, die das westlich der Hauptstadt gelegene Toluca mit Mexiko-Stadt verbindet. Die am 15. September 2023 eröffnete, durchgehend zweigleisige und weitgehend aufgeständerte Strecke umfasst derzeit fünf Stationen auf knapp 50 Kilometern Strecke. Sie ist völlig unabhängig vom übrigen Schienennetz. Eine Verlängerung um zwei Stationen zum Anschluss an die U-Bahn Mexiko-Stadt ist im Bau und soll im Dezember 2025 fertiggestellt sein.

## Geschichte
Im November 2013 wurde ein Kosten-Nutzen-Analysebericht für ein Nahverkehrssystem zwischen der Stadt Toluca und Mexiko-Stadt erstellt und veröffentlicht.
Das Projekt erwog zunächst zwei mögliche Trassen für die neue Bahnlinie:
Von der Station Cuatro Caminos der U-Bahn von Mexiko-Stadt in das nördliche Stadtgebiet von Toluca unter Nutzung der vorhandenen Eisenbahnstrecke Mexiko–Toluca mit einer Zweigstrecke zum Internationalen Flughafen Adolfo López Mateos von Toluca.
Oder von der U-Bahn-Station Observatorio in den Süden von Toluca, wobei die Trasse größtenteils entlang des Mexiko-Toluca-Highways verlaufen würde. Dabei würde auch das Stadtentwicklungsgebiet Santa Fe bedient und ebenfalls eine Zweigstrecke zum Flughafen umfassen.
Die nördliche Trasse stieß auf erheblichen Widerstand in der Bevölkerung und Umweltverbände wiesen auf ungelöste Probleme hin, sodass die zweite Trasse ausgewählt und anschließend im April 2014 ausgeschrieben wurde. Der Bau begann am 7. Juli 2015.
Für den Bau wurden die Arbeiten in drei Abschnitte eingeteilt:
- Abschnitt 1: von der Endstation Zinacantepec (km 0+000) bis zum westlichen Eingang des Tunnels unter der Sierra de las Cruces, genannt Portal Poniente (km 36+150), 29,5 Kilometern in Hochlage sowie 6 Kilometern ebenerdig, einschließlich der Werkstätten.[4]
- Abschnitt 2: Tunnel unter der Sierra de las Cruces mit den Enden Portal Poniente (km 36+150) und Portal Oriente (km 41+050)[5]
- Abschnitt 3: vom östlichen Eingang des Tunnels bis zur Station Observatorio am westlichen Rand der Metropolregion, wo an die Linie 1 der U-Bahn von Mexiko-Stadt angeschlossen wird.

Außerdem sollte ein Konsortium unter Führung des spanischen Unternehmens Construcciones y Auxiliar de Ferrocarriles (CAF) das rollende Material liefern, installieren und in Betrieb nehmen wird. Das Zugdepot westlich der Station Zinacantepec sollte 942 Millionen Pesos, umgerechnet 48,2 Millionen Euro, kosten. Der Auftrag wurde im März 2016 vergeben.
Im Juli 2019 stellte das Secretaría de Comunicaciones Y Transportes (SCT) fest, dass sich die Fertigstellung des Projekts bis Ende 2022 verzögern und es zu einer Kostensteigerung von 42,72 Milliarden Pesos auf 73,72 Milliarden Pesos kommen wird. Im Oktober 2020 wurde erwartet, dass der Betrieb im Jahr 2023 aufgenommen wird.
Am 15. September 2023 eröffnete Präsident Andrés Manuel López Obrador gemeinsam mit dem Gouverneur des Bundesstaates Mexiko, Alfredo del Mazo, den ersten Abschnitt von Toluca nach Lerma. Am 31. August 2024 eröffnete Präsidentin Claudia Sheinbaum Pardo den zweiten Abschnitt bis Santa Fe.

## Strecke
Die mit 25 Kilovolt und 60 Hertz Wechselspannung über Oberleitung elektrifizierte Strecke beginnt am Betriebswerk und Zugdepot in Zinacantepec, einem westlichen Stadtteil von Toluca. Sie verläuft von dort in ostwärtiger Richtung, meist entlang von Hauptverkehrsstraßen, bis zur Station Metepec. Hier besteht ein Übergang zu Bussen zum Flughafen Toluca. Nach Überquerung des Flusses Lerma wird die Station der gleichnamigen Stadt erreicht. Es folgen drei kurze ebenerdige Abschnitte, bevor bei La Marquesa des westliche Tunnelportal des 4,9 Kilometer langen Tunnels unter der Sierra de las Cruces erreicht wird. Einige Kilometer nach dem Tunnel wird die Station Santa Fe erreicht, aktuell Endstation der Strecke am südwestlichen Stadtrand von Mexiko-Stadt mit Übergang zum lokalen und regionalen Busnetz.

### Streckenchronik
| Strecke                 | Eröffnung          | Länge   | Stationen |
| ----------------------- | ------------------ | ------- | --------- |
| Zinacantepec – Lerma    | 15. September 2023 | 19,6 km | 4         |
| Lerma – Santa Fe        | 31. August 2024    | 29,7 km | 1         |
| Santa Fe – Observatorio | 2025 geplant       | 08,5 km | 2         |
|                         |                    | 57,7 km | 7         |

### Stationen

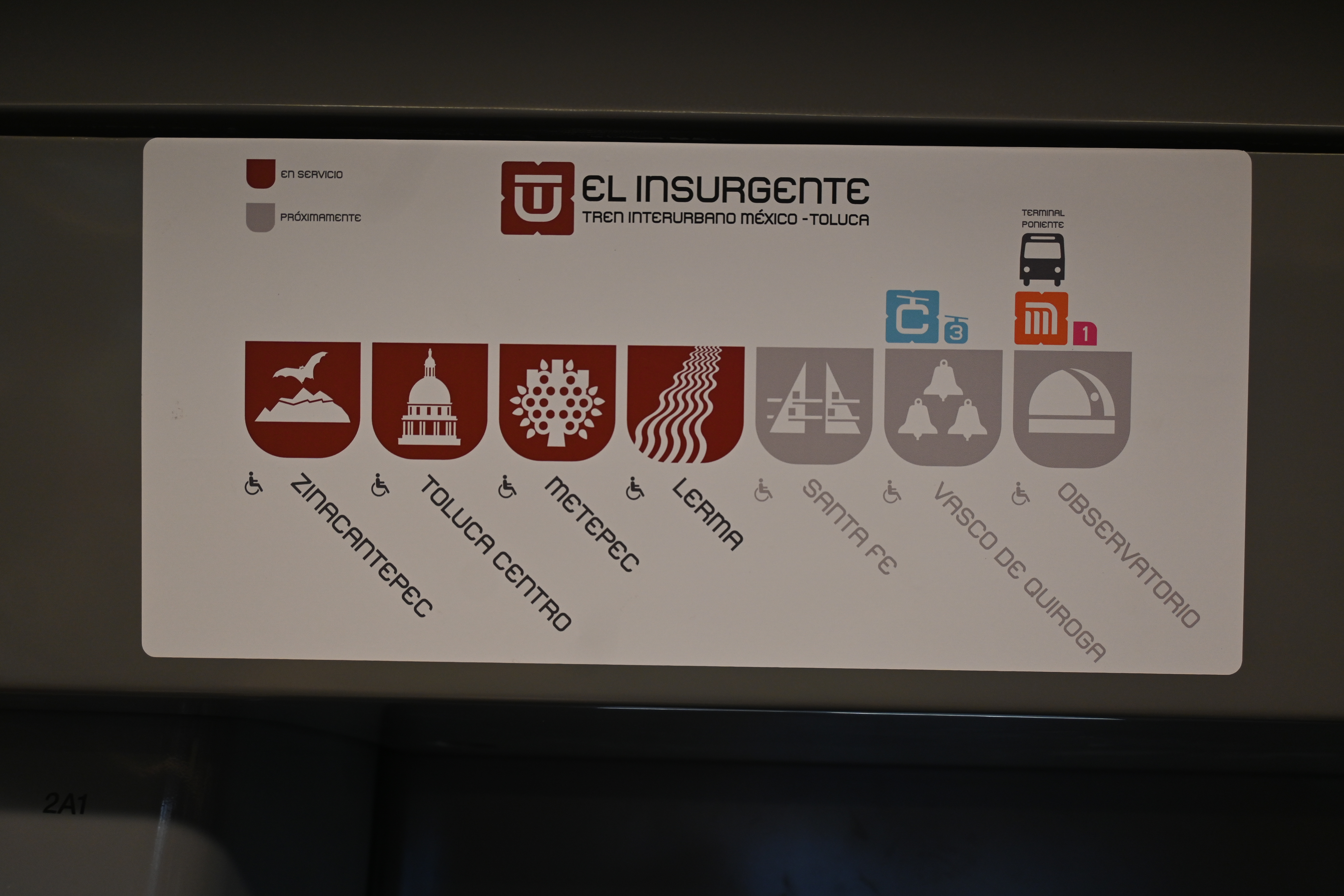
Die Haltestellensymbole des EL Insurgente

Wie bei der Metro Mexiko und allen anderen ÖPNV-Systemen des Großraumes üblich, werden die Haltestellen des TIMT mit individuellen graphischen Symbolen gekennzeichnet. Alle Bahnsteige sind für mobilitätseingeschränkte Personen erreichbar. Die Stationen wurden mit einer Bahnsteiglänge von 200 Metern errichtet, sodass eine Kapazitätserhöhung durch Doppeltraktion möglich ist.

## Fahrzeuge
El Insurgente wird mit fünfteiligen Triebwagen des Typs Civity des spanischen Herstellers CAF betrieben. Die 98,97 Meter langen Züge erreichen 120 Stundenkilometer und bieten insgesamt 719 Passagieren Platz, davon 326 auf Sitzen sowie zwei Rollstuhlplätze. Ausgestattet sind die Einheiten mit Klimaanlage, Videoüberwachung und Fahrgastinformationssystem. Der Fuhrpark umfasst 20 Züge mit insgesamt 100 Wagen, im Normalbetrieb werden derzeit acht Züge eingesetzt.

## Betrieb
Der TIMT wird vom Konsortium FONADIN-BANOBRAS betrieben, der Verkehrsvertrag läuft bis 2058.
Im Allgemeinen fahren die Züge im 15-Minuten-Takt, der Betrieb erfolgt täglich zwischen 6:00 und 23:00 Uhr über das ganze Jahr. Die Fahrzeit zwischen Zinacantepec und Santa Fe beträgt 37 Minuten.
Der Fahrpreis für eine Kurzstrecke bis zur nächsten Station liegt bei 15 Pesos, umgerechnet 0,67 Euro, sowie für die Gesamtstrecke bei 60 Pesos (Stand April 2025).

## Bildergalerie

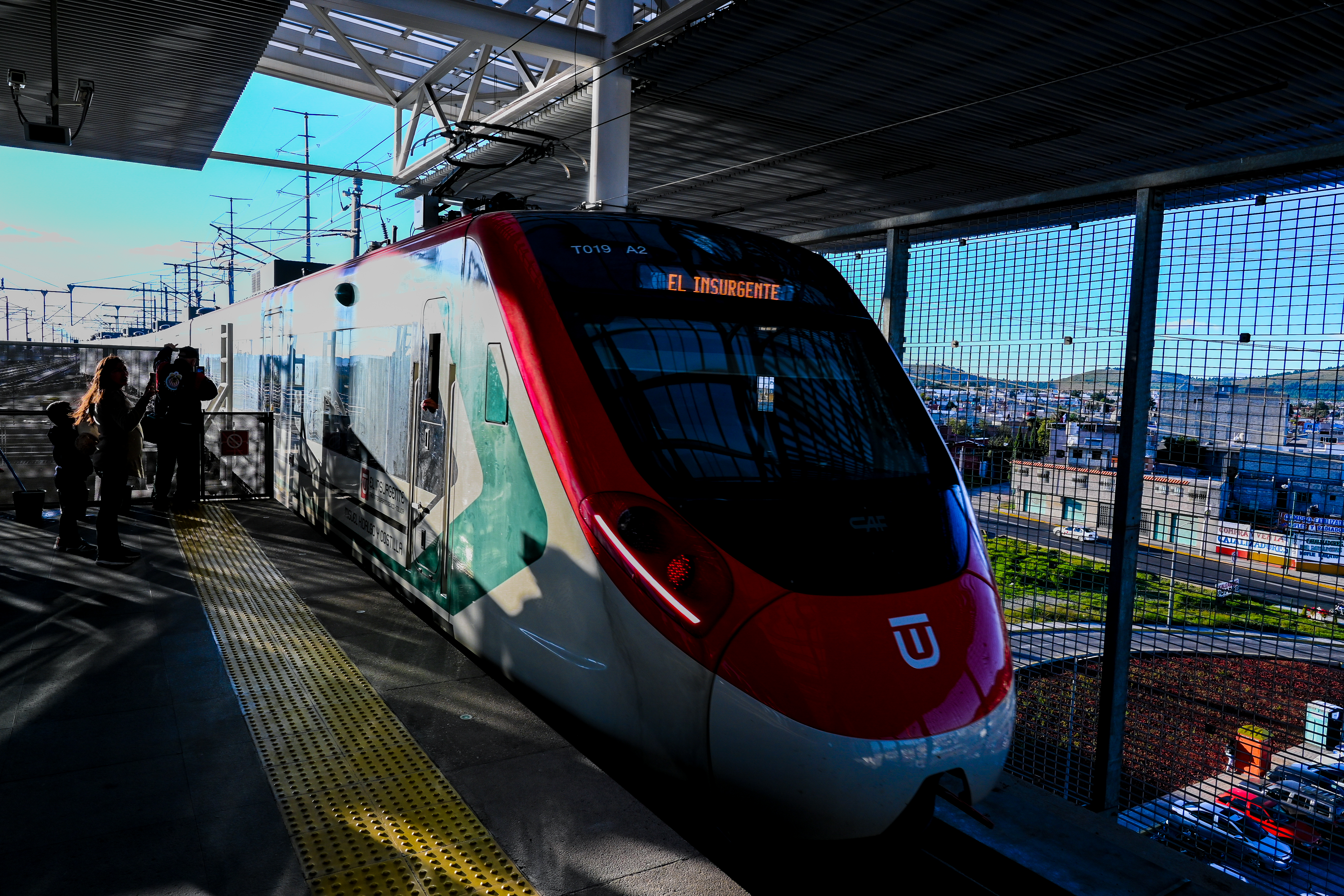
Zug Nr. 019 erreicht die Station Zinacantepec
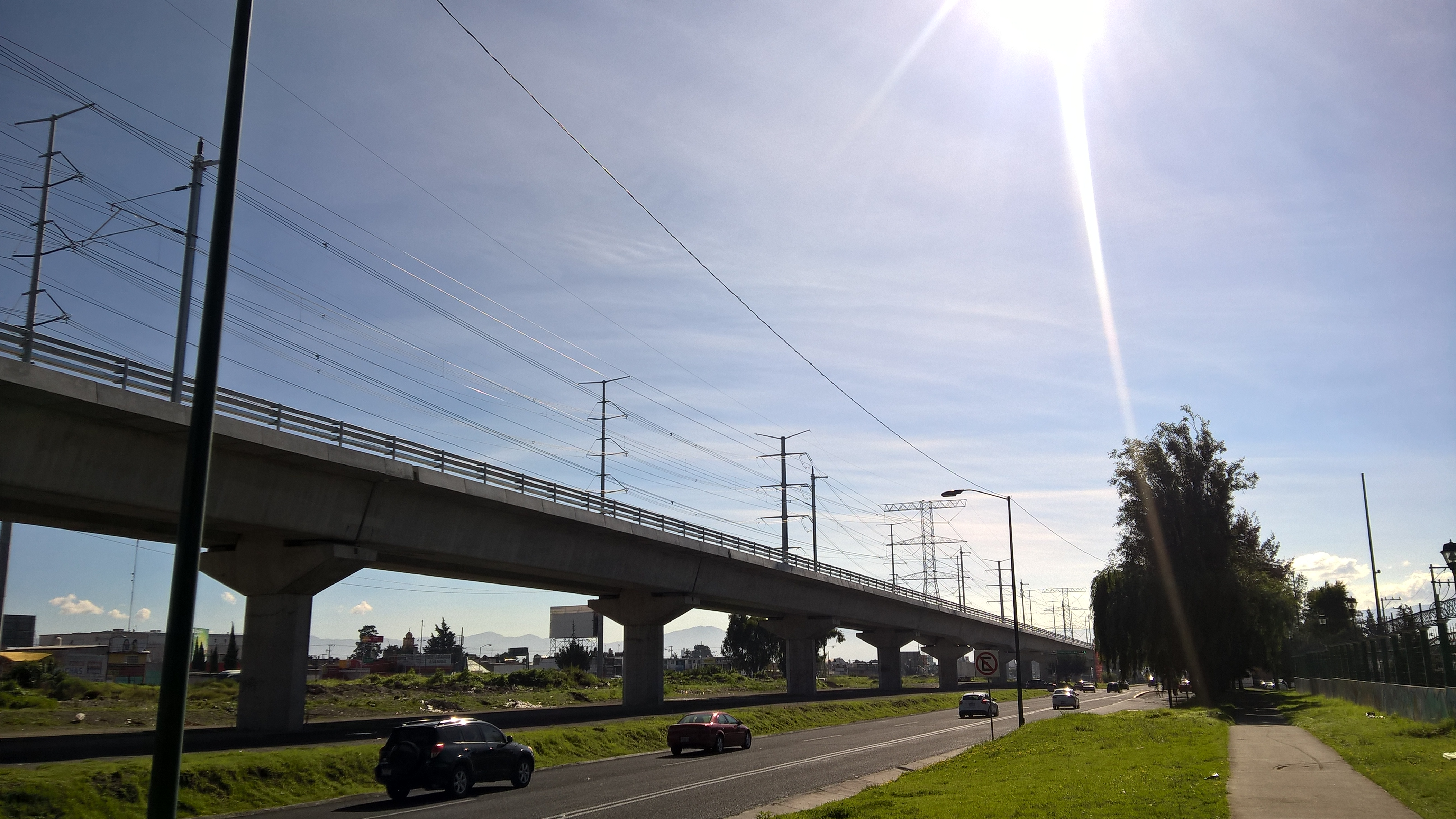
Die aufgeständerte Strecke in Toluca
- Video eines Zuges auf dem Weg zur Endstation Santa Fe